# Gare de Finse
La gare de Finse (norvégien : Finse stasjon) est située dans le petit village de haute montagne de Finse, dans la commune d'Ulvik, Comté de Vestland, Norvège. Cette gare ferroviaire voit passer jusqu'à 7 trains par jour dans chaque sens, répartis dans la journée et la nuit. Tous les trains sont exploités par Vy. Le Tunnel de Finse débute juste à la sortie Ouest du village et le Rallarvegen (en) traverse Finse.
Le village se situant à 1 222 mètres d'altitude, la gare se trouve être la plus haute gare de train de tout le réseau ferroviaire norvégien.
La gare abrite aussi un musée consacré aux constructeurs de chemins de fer en Norvège. La gare de Finse est le point le plus proche pour accéder au Hardangerjøkulen, un glacier proche du village. 

## Histoire
La gare ferroviaire, qui est un arrêt de la Ligne de Bergen, a été mise en service le 10 juin 1908, soit 7 ans après la construction du premier bâtiment à Finse.

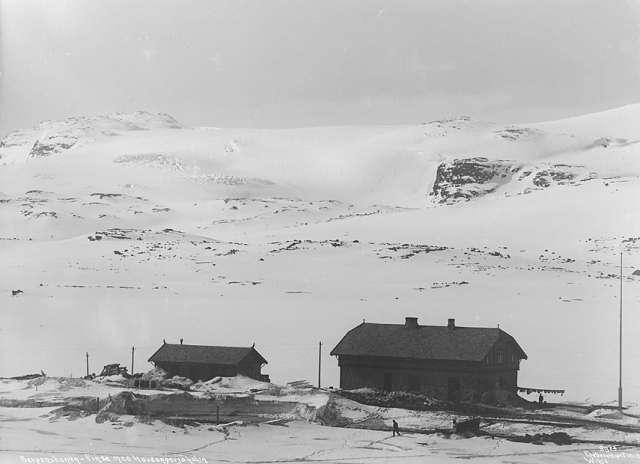
La gare en 1908.

N'existant pas de route (publique) menant à Finse, le chemin de fer reste la voie d'accès la plus empruntée pour aller et partir de Finse.

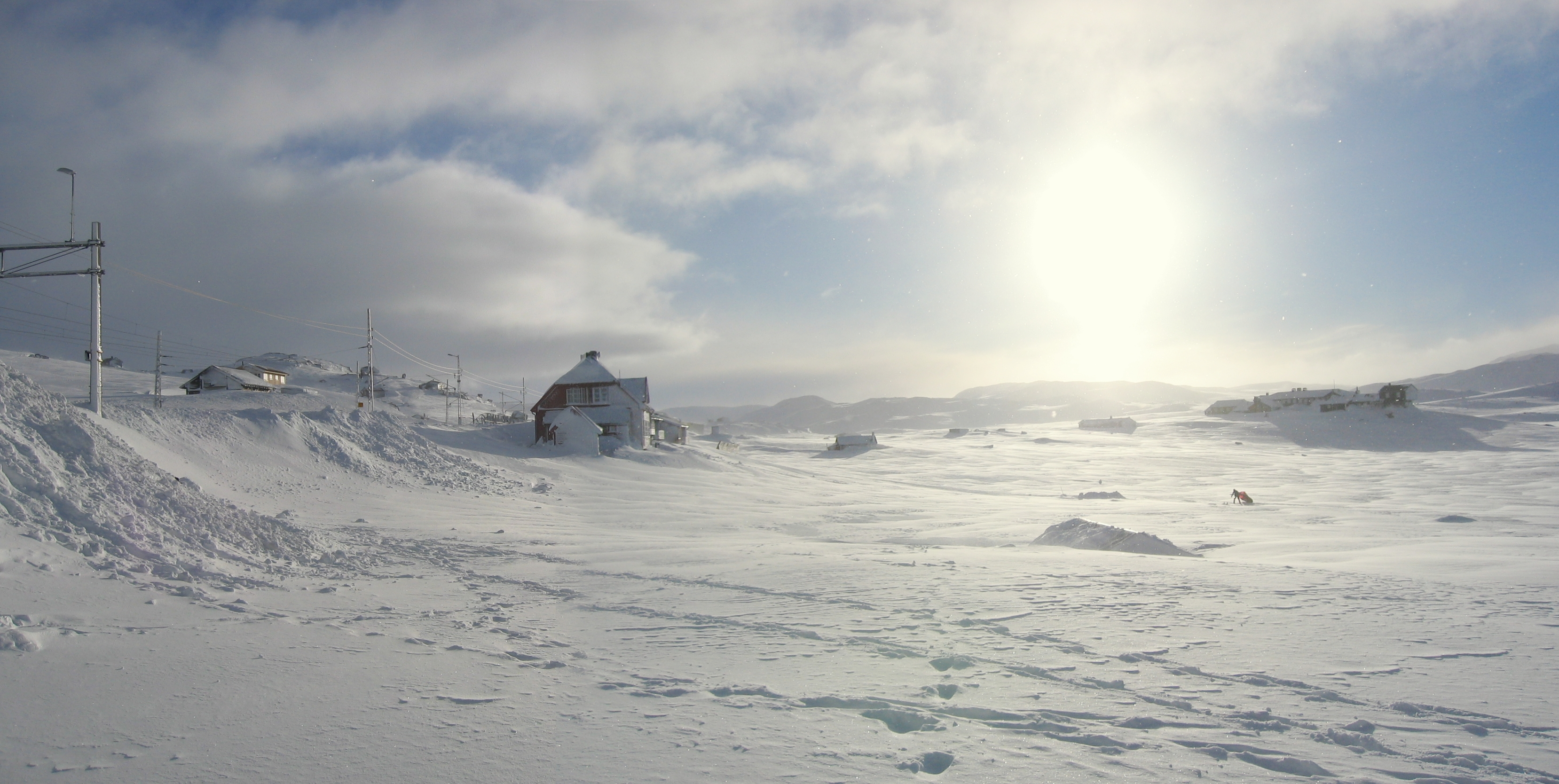
La gare en hiver.

Cependant, durant l'été principalement, il est possible de marcher ou circuler à vélo pour rejoindre Finse, grâce à la route nommée Rallarvegen (en) qui appartient à la compagnie ferroviaire norvégienne. Finse est devenu un endroit populaire pour les plus riches d'Europe en raison de ses bonnes communications et de son emplacement spécial.
Finse a connu son véritable âge d'or entre les années 1920 et 1960. Dans les années 1960 et 1970, le flux du tourisme a diminué, tandis que la Compagnie des chemins de fer norvégiens (le NSB) réduisait ses effectifs. Pendant l'électrification de 1964, tous les postes ferroviaires de Finse ont été fermés, mais Finse est restée un centre de déneigement jusqu'en 1996. La plupart des résidents étaient des employés du NSB. Au plus, il y avait autour de 200 résidents permanents à Finse, et jusqu'à la fin des années 1980 la communauté locale avait sa propre école et sa boutique.
Aujourd'hui, il n'y a que quelques résidents permanents, la plupart associés à l'hôtellerie.

## Services voyageurs
| Gare précédente |                        |                        |                        | Gare suivante |
| --------------- | ---------------------- | ---------------------- | ---------------------- | ------------- |
| Hallingskeid    | Ligne de Bergen        | Ligne de Bergen        | Ligne de Bergen        | Haugastøl     |
| Gare précédente | Trains longue distance | Trains longue distance | Trains longue distance | Gare suivante |
| Hallingskeid    | 41                     | Bergen–Oslo S          |                        | Haugastøl     |